# Riffelspitzen
Die Riffelspitzen sind zwei benachbarte Gipfel im Wettersteingebirge, Bayern. Die Südliche Riffelspitze ist 2263 m ü. NHN hoch, die Nördliche Riffelspitze erreicht 2242 m ü. NHN.

## Lage und Umgebung
Die Riffelspitzen erheben sich im Waxensteinkamm im nördlichen Wettersteingebirge. Im Norden liegt der Eibsee, im Süden verläuft das Höllental. Nachbarberg im Südwesten ist, getrennt durch die 2163 m hohe Riffelscharte, der Riffeltorkopf (2230 m), nach Nordosten verläuft der Kamm weiter zur 2264 m hohen Schönangerspitze.
Während im Süden schrofendurchsetzte Grashänge fast bis an den Gipfelgrat reichen fallen die Wände nach Norden steil ab.

## Stützpunkte und Wege
Die südwestlich gelegene Riffelscharte bildet einen Übergang zwischen der Nord- und Südseite des Waxensteinkammes, sie ist über markierte Wanderwege vom Eibsee (teilweise als Klettersteig versichert) oder von Ehrwald, aber auch aus dem Höllental erreichbar. Dort liegt mit der Höllentalangerhütte (1387 m) der wichtigste Stützpunkt für eine Besteigung der Berge.
Die Südliche Riffelspitze ist von der Riffelscharte aus in etwa 20 Minuten über einen Steig der Schwierigkeit I (UIAA) erreichbar. Durch die Nordwestwand führt eine Kletterroute der Schwierigkeit V−.
Der Normalweg auf die Nördliche Riffelspitze führt von der Südlichen Riffelspitze in 20 Minuten mit Schwierigkeit I zum Gipfel. Darüber hinaus kann der Berg über den Südostgrat (I) und den Nordostgrat (II) bestiegen werden. Die von Willo Welzenbach und E. Müller erstbegangene Route durch die Nordwestwand weist den Schwierigkeitsgrad V auf.